# Trinkschiff

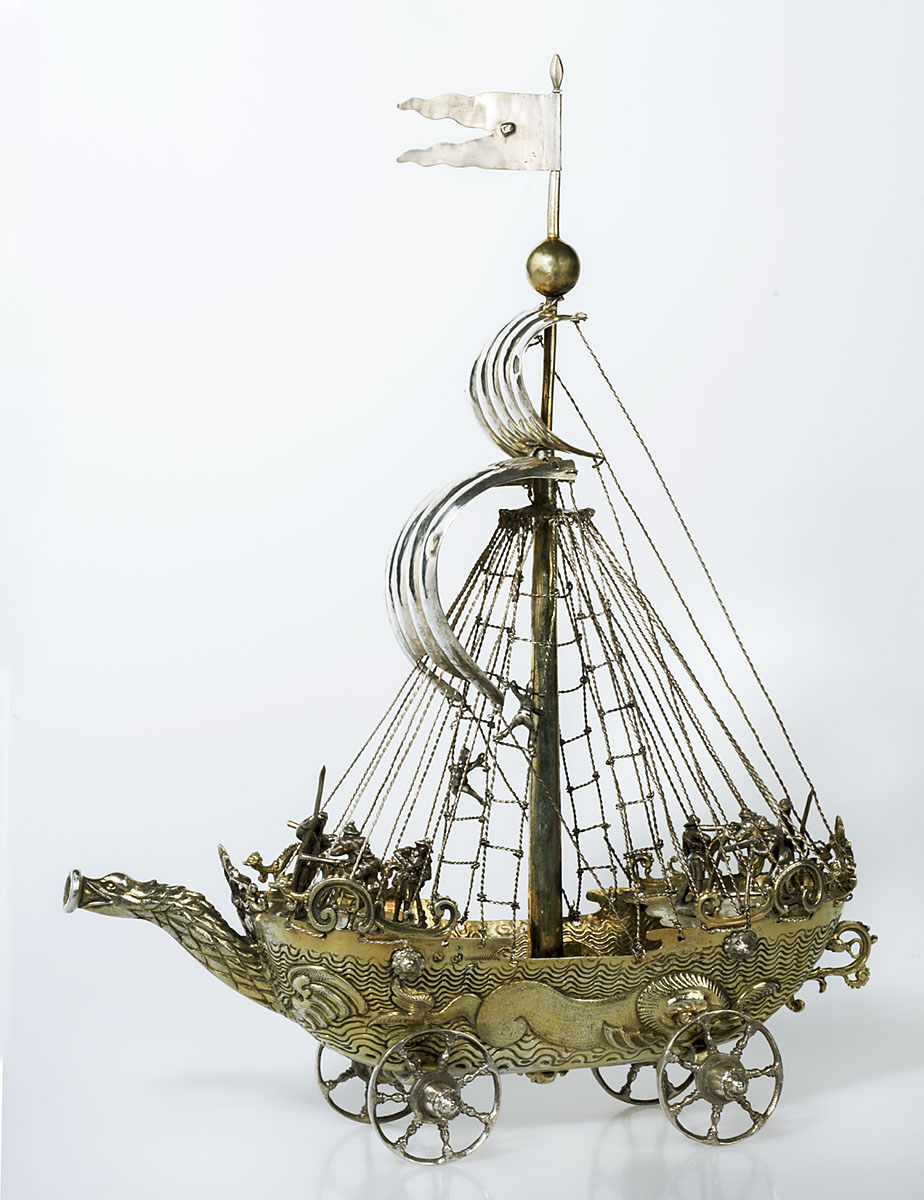
Trinkschiff aur Rädern, um 1645 (im MKG Hamburg)

Trinkschiffe sind Goldschmiedearbeiten, selten auch Elfenbeinschnitzereien, die ein Schiff auf einem Standfuß zeigen. Sie sind seit der Renaissance als beliebter Tafelaufsatz bekannt. Aus dem Schiffsrumpf konnte man Wein trinken.

## Ausbildung und Besonderheiten
Trinkschiffe wurden meist aus Silber gefertigt, teils auch mit Vergoldung oder aus purem Gold. Eher selten wurden sie aus Elfenbein geschnitzt.

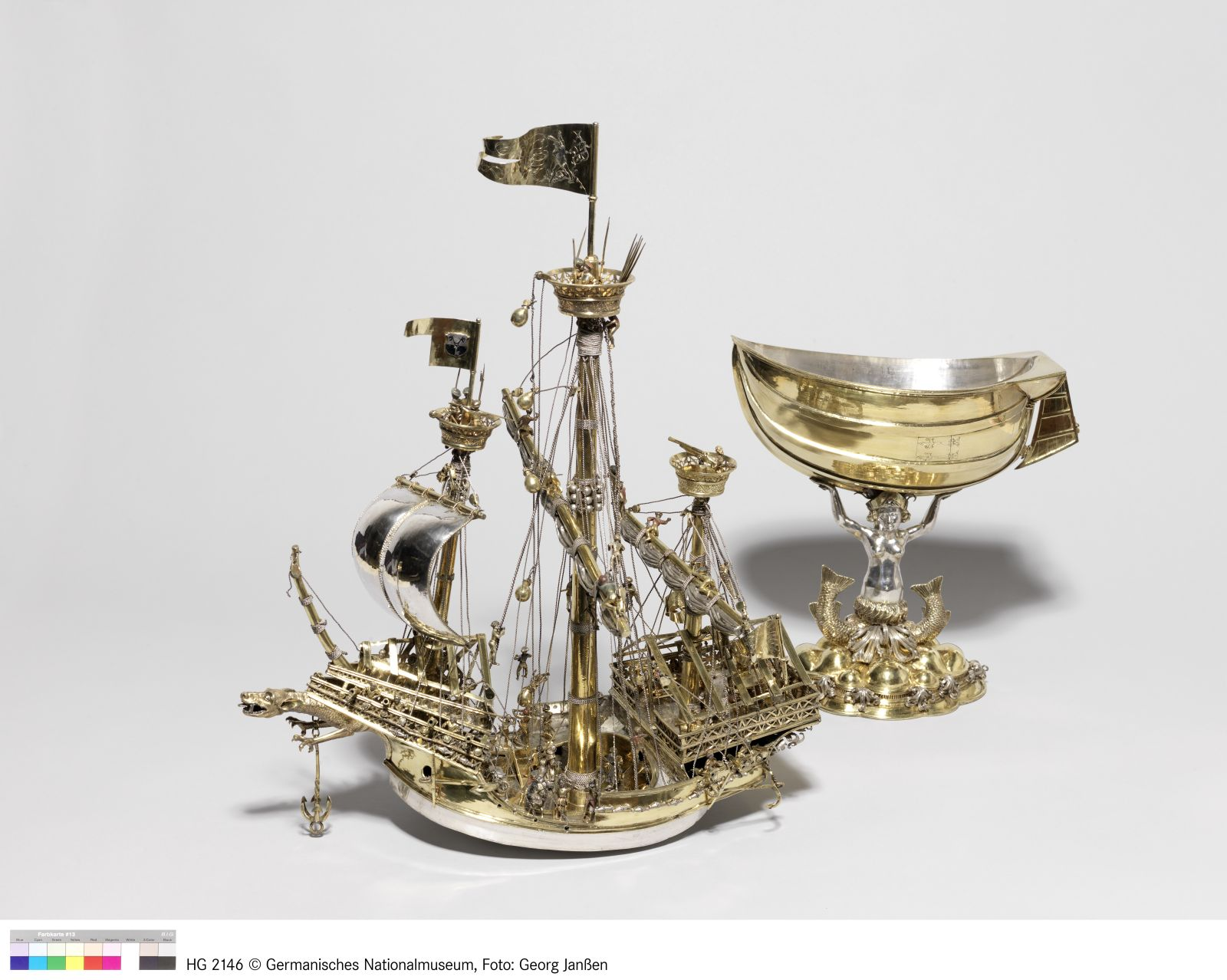
Schlüsselfelder Schiff, hier mit vom Pokal abgenommenen Schiffsaufsatz

Frühe Trinkschiffe stellen tatsächliche Schiffe dar. Besonders prunkvolle Exemplare bestehen aus bis in kleinste Detail gestalteten Schiffsmodellen – mit lebendigen Szenerien in Form von kleinen Matrosenfiguren etc. an Bord –, die als Aufsatz ausgebildet sind und vom „Schiffspokal“ abgenommen werden können. Ein bekanntes Beispiel hierfür ist das sogenannte Schlüsselfelder Schiff, das zum Bestand des Germanischen Nationalmuseums Nürnberg gehört.
Später kamen Phantasiedarstellungen von aufwendig gestalteten Schiffsmodellen auf, die mit Rädern ausgestattet waren und auf dem Tisch herumrollen konnten. Sie dienten nicht nur als repräsentativer Tafelschmuck, sondern auch der geselligen Unterhaltung im Rahmen von Trinkspielen: In den offenen Schiffskörper wurde Wein gefüllt und das Trinkschiff anschließend mit kräftigem Stoß über die Tafel gerollt – derjenige, bei dem es zum Stehen kam, musste es mittels eines integrierten Röhrchens austrinken.
Zu anderen Zwecken wurden Weihrauchboote, Lampenschiffe sowie Votivschiffe verwendet, die ähnlich wie die Trinkschiffe gebaut sind.